# Брайан (Техас)
Брайан (англ. Bryan) — город в США, расположенный в восточной части штата Техас. Город является административным центром округа Бразос. По данным переписи за 2010 год число жителей составляло 76 201 человек, по оценке Бюро переписи США в 2019 году в городе проживало 84 096 человек. Вместе в городом Колледж-Стейшен составляют пятнадцатую по численности агломерацию Техаса.

## История

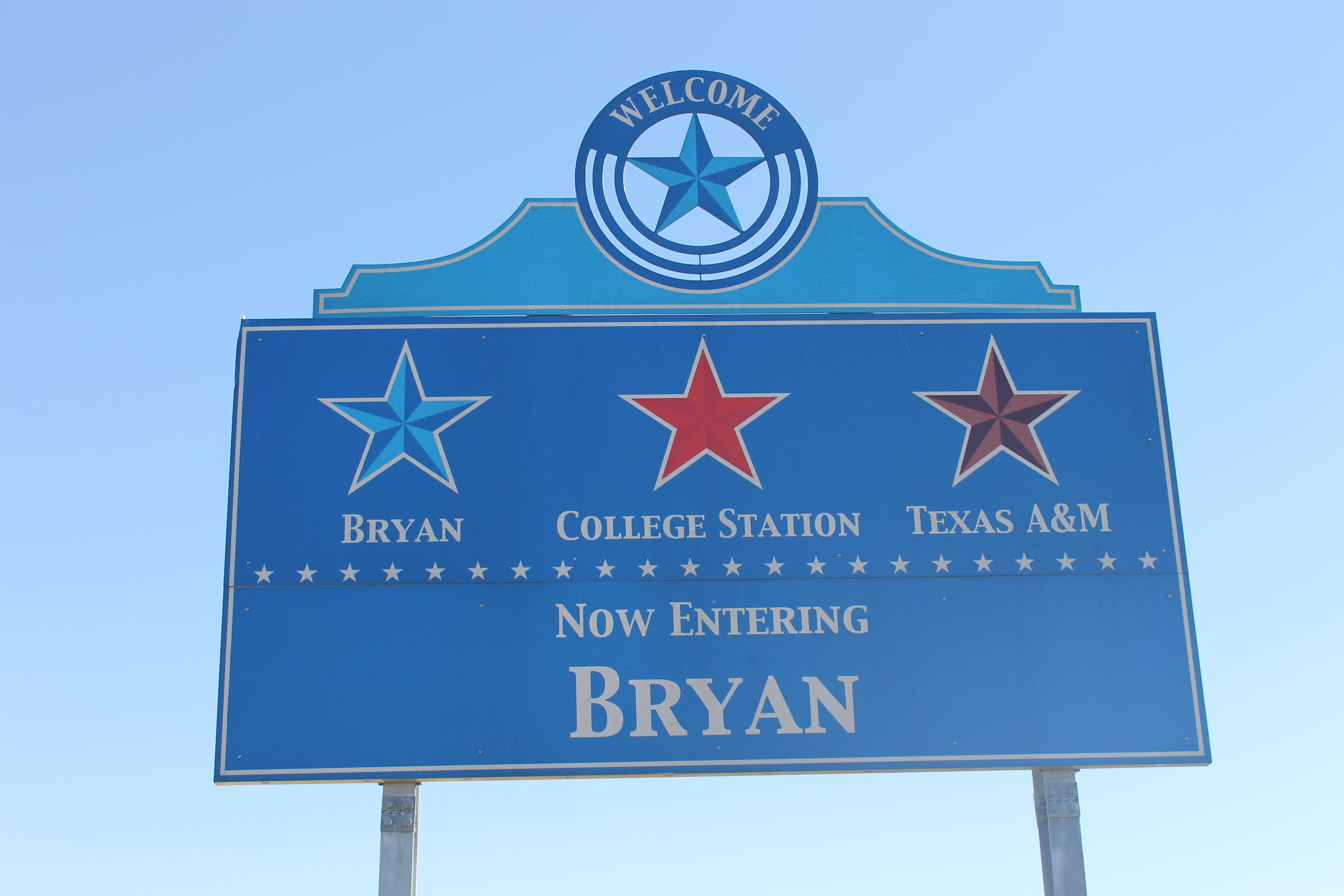
Приветственный знак Брайана

Территория Брайана была частью земельного гранта на заселение, выданного Испанией Мозесу Остину. Сын Мозеса, Стивен Остин, помог привлечь новых поселенцев для территории. Среди поселенцев был Уильям Джоэл Брайан, племянник Стивена. В 1866 году поселение сменило Бунвилл в роли административного центра округа Бразос, было открыто почтовое отделение. В 1867 году, после многих задержек, вызванных гражданской войной, до общины провели ветку железной дороги Хьюстона и Центрального Техаса. Некоторое время спустя, в 1871 году, Брайан получил статус города. В 1876 году к югу от Брайана открылся Техасский сельскохозяйственный и механический колледж, впоследствии переименованный в Техасский университет A&M. Постепенно рядом с колледжем начал расти новый город, Колледж-Стейшен. В 1889 году, идя в ногу с прогрессом в остальной части страны, Брайан получил электрическое освещение и гидротехнические сооружения. В 1892 году было построено пятое здание окружного суда Бразоса, а в 1900 году, на рубеже века, в город пришла Международная Великая Северная железная дорога (англ. International-Great Northern Railroad).

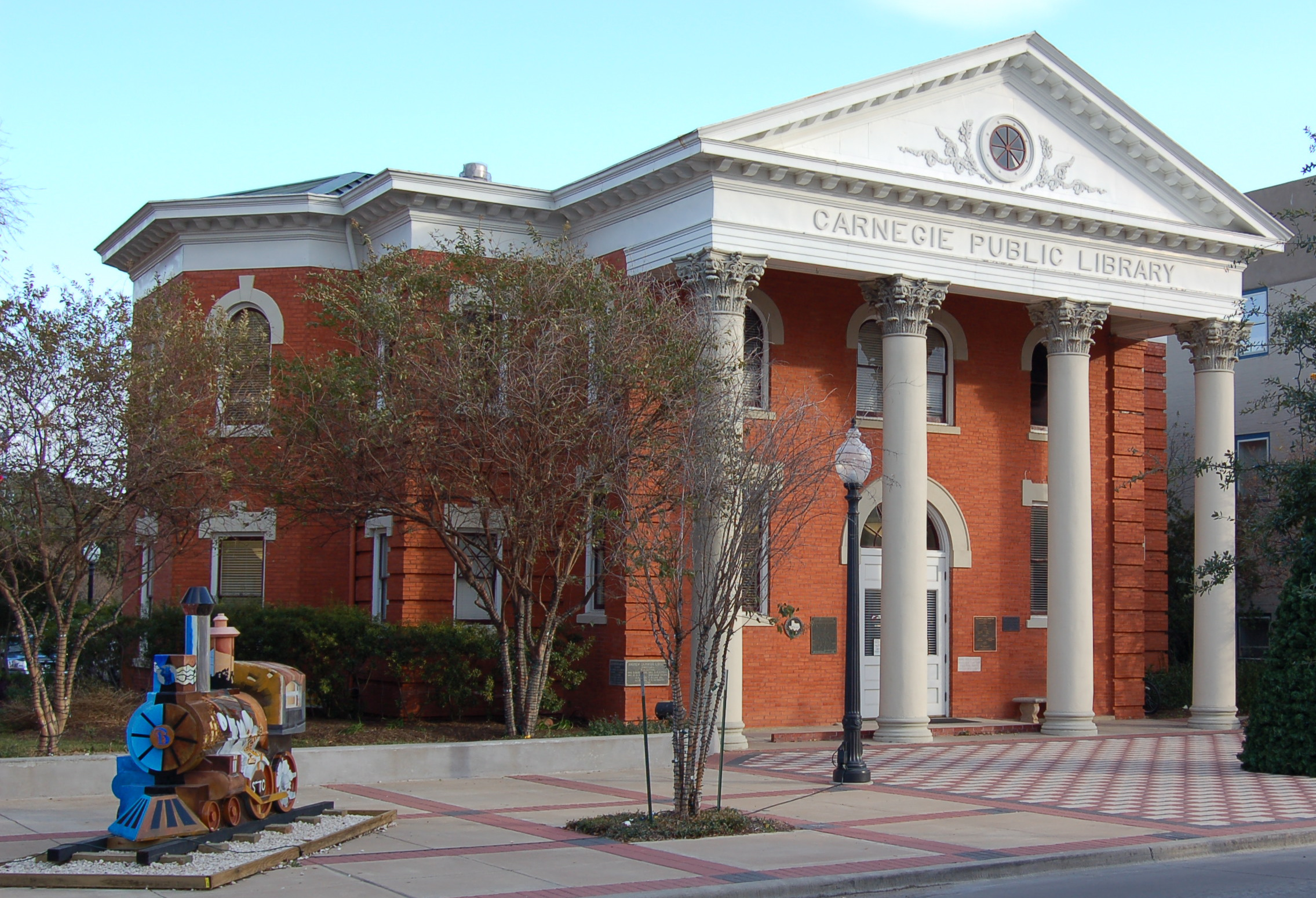
Библиотека Карнеги в Брайане

В 1902 году на деньги Эндрю Карнеги в Брайане была открыта библиотека. В 1910 году заработало междугородное железнодорожное сообщение между Брайаном и Колледж-Стейшен, однако уже в 1923 году оно было отменено. В 1913 году была построена первая в городе еврейская синагога. В 1936 году через город провели автомагистраль номер 6 штата Техас.
В 2006 году в городе был запланирован, а позже построен филиал научного медицинского центра техасского университета A&M.
В 2009 году на территории склада компании El Dorado Chemical Co произошло возгорание нитрата аммония, была объявлена эвакуация из-за возможных незначительных проблем с дыханием. Всего было эвакуировано около 70 000 человек, однако городские власти не стали объявлять принудительную эвакуацию кроме ближайших к складу 500 домов, попросив эвакуироваться только тех кто видит или чувствует запах дыма. Таким образом, в городе было эвакуировано менее 1000 человек, которые разместились на территории Техасского университета A&M. Поскольку горящие реагенты невозможно было потушить водой, пожарные решили дать территории полностью выгореть. Всего за тот период к медикам из-за проблем с дыханием обратилось 35 человек. Официальные лица химической компании утверждали, что огонь и дым от пожара не представляли опасности для здоровья людей. Склад с имуществом стоимостью 1 миллион долларов США был полностью уничтожен.
В 2010 году, в ответ на возросшую активность преступных группировок в Брайане, канцелярия прокурора округа Бразос объявила о начале операции по созданию территории без уличных банд. Операция освещалась в крупных американских СМИ, опыт Брайана изучали в таких крупных городах, как Хьюстон и Лос-Анджелес. Операция распространялась на площадь в примерно 5 квадратных километров, что составило почти половину центральной части города.

## География
Координаты Брайана: 30°39′56″ с. ш. 96°22′00″ з. д.. Город находится примерно в 150 километрах к северо-западу от Хьюстона, в 270 километрах к северо-востоку от Сан-Антонио, в 270 километрах к югу от Далласа и в 160 километрах к востоку от Остина.
Согласно данным бюро переписи США, площадь города составляет 115,2 квадратных километров.

### Климат
Согласно классификации климатов Кёппена, в Брайане преобладает субтропический муссонный климат.
| Показатель                    | Янв.  | Фев. | Март | Апр. | Май  | Июнь | Июль | Авг. | Сен. | Окт. | Нояб. | Дек.  | Год   |
| ----------------------------- | ----- | ---- | ---- | ---- | ---- | ---- | ---- | ---- | ---- | ---- | ----- | ----- | ----- |
| Абсолютный максимум, °C       | 30    | 37,2 | 34,4 | 34,4 | 37,8 | 41,1 | 42,8 | 42,2 | 41,1 | 36,7 | 31,7  | 30    | 42,8  |
| Средний суточный максимум, °C | 15,4  | 17,7 | 21,8 | 25,9 | 29,5 | 33   | 34,8 | 35,3 | 32,1 | 27,3 | 21,2  | 16,8  | 25,9  |
| Средняя температура, °C       | 9,9   | 11,9 | 15,8 | 20,2 | 24,1 | 27,4 | 29   | 29,2 | 26,2 | 21,1 | 15,3  | 11,1  | 20,1  |
| Средний суточный минимум, °C  | 4,3   | 6,1  | 9,8  | 14,4 | 18,6 | 21,9 | 23,2 | 23,1 | 20,3 | 14,8 | 9,4   | 5,3   | 14,3  |
| Абсолютный минимум, °C        | −13,9 | −10  | −8,3 | −2,2 | 5,6  | 11,7 | 14,4 | 15,6 | 6,7  | −1,7 | −7,2  | −16,7 | −16,7 |
| Норма осадков, мм             | 72    | 74   | 69   | 88   | 113  | 99   | 59   | 63   | 105  | 99   | 82    | 78    | 1002  |
| Источник: weatherbase.com     |       |      |      |      |      |      |      |      |      |      |       |       |       |

## Население
Согласно переписи населения 2010 года, в 2010 году в городе проживало 76 201 человек, 27 725 домохозяйств, 16 702 семьи. Расовый состав города: 64,2% — белые, 18% — чернокожие, 0,6% — коренные жители США, 1,7% — азиаты, 0,1% — жители Гавайев или Океании, 12,8% — другие расы, 2,6% — две и более расы. Число испаноязычных жителей любых рас составило 36,2%.
Из 27 725 домохозяйств, в 34,1% проживают дети младше 18 лет. В 39,4% случаев в домохозяйстве проживают женатые пары, 15,4% — домохозяйства без мужчин, 39,8% — домохозяйства, не составляющие семью. 28,1% домохозяйств представляют из себя одиноких людей, 7,3% — одиноких людей старше 65 лет. Средний размер домохозяйства составляет 2,64 человека. Средний размер семьи — 3,31.
29,8% населения города младше 20 лет, 36,4% находятся в возрасте от 20 до 39, 24,7% — от 40 до 64, 9,2% — 65 лет и старше. Средний возраст составляет 28,5 лет.
Согласно данным пятилетнего опроса 2019 года, средний доход домохозяйства в Брайане составляет 45 771 доллар США в год, средний доход семьи — 55 222 доллара. Доход на душу населения в городе составляет 24 497 долларов США. Около 18,7% семей и 22,8% населения находятся за чертой бедности. В том числе 32,9% в возрасте до 18 лет и 11,3% в возрасте 65 и старше.

## Местное управление
Управление городом осуществляется городским советом из семи членов, в число которых входит мэр города.
Другими важными должностями, на которые происходит наём сотрудников, являются:
- Сити-менеджер

- Представитель сити-менеджера в службам поддержки
- Представитель сити-менеджера в коммунальных службах

- Городской юрист
- Городской секретарь
- Финансовый директор
- Начальник управления по электроснабжению
- Директор отдела общественных работ
- Глава полиции
- Глава пожарной охраны

## Инфраструктура и транспорт
Крупнейшими автомагистралями, проходящими через город, являются автомагистраль США US 190, а также автомагистрали штата с номерами 6, 21 и 47.
Брайан обслуживается региональным аэропортом Истервуд под управлением Техасского университета A&M, расположенным в Колледж-Стейшен. Авиакомпании United Express и Envoy Air осуществляют пассажирские перевозки в крупнейшие аэропорты штата, Хьюстон Интерконтинентал и Международный аэропорт Даллас/Форт-Уэрт.
Под управлением города находится аэропорт Калтер-Филд, предоставляющий авиационные услуги коммерческим компаниям, в том числе аренду ангаров, взлётно-посадочной полосы для частных полётов.

## Образование
Город обслуживается независимым школьным округом Брайана. Также в городе располагается несколько частных школ: академия Эллен, Католическая школа святого Иосифа, академия святого Михаила, христианская школа Бразоса, школа Стил-Крик-Рэнч.
Высшее образование в городе можно получить в филиале колледжа Блинна или в Научном центре здоровья техасского университета A&M.

## Экономика
Согласно финансовому отчету города за 2018 год, крупнейшими работодателями в городе являются:
- Колледж Блинна
- Независимый школьный округ Брайан
- Региональный госпиталь святого Иосифа
- Независимый школьный округ Колледж-Стейшн
- H-E-B
- Reynolds & Reynolds
- Sanderson Farms
- Научный медицинский центр университета A&M Техаса
- Система университетов A&M Техаса
- Walmart